# Sintra
Sintra ('sĩtɾɐ) è un comune portoghese del distretto di Lisbona, nell'omonima regione. È un importante centro della provincia storica dell'Estremadura, situato all'estremo nord della Serra che porta lo stesso nome, in un paesaggio che comprende pareti rocciose e lussureggianti giardini. Dal 1995 fa parte della lista dei patrimoni dell'umanità dell'UNESCO.
Per la sua bellezza e austerità, nell'Ottocento fu molto amata da artisti e scrittori europei come Hans Christian Andersen, che la definì «il posto più bello del Portogallo» o il poeta tragico inglese Lord Byron, che in Childe Harold's Pilgrimage la definisce “giardino dell’Eden” («Cintra’s glorious Eden intervenes in variegated maze of mount and glen»).
La popolazione della municipalità è cresciuta notevolmente a partire dagli anni 1980 e nel 2021 ammontava a 385 654 persone (secondo comune portoghese per numero di abitanti) raggruppate in un'area di 319,23 km², una delle maggiori destinazioni turistiche del Portogallo.
Sintra è diventata una delle più ricche e costose località del Portogallo e dell'intera penisola iberica, meta ricercata da sempre più stranieri che intendono trasferirsi nella Riviera portoghese. È considerata uno dei migliori posti in cui vivere nel Portogallo.

## Storia
Già insediamento arabo, fu faticosamente ripreso nella prima fase della Reconquista promossa dai re delle Asturie, trovandosi all'inizio dell'XI secolo al limite del regno del Portucale.
Il 30 agosto 1808 nel palazzo di Queluz, sito nell'omonima freguesia di Sintra, fra i generali inglesi Sir Harry Burrard, 1º baronetto di Lymington (1755-1813), Sir Hew Dalrymple, 1º baronetto di High Mark (1750-1830) ed il generale francese Junot fu siglata la controversa Convenzione di Sintra, con la quale gli inglesi accettavano la resa francese dopo la sconfitta dei francesi a Vimeiro ad opera di lord Wellington e si impegnavano a rimpatriare il contingente francese (oltre 20 000 fra soldati ed ufficiali) con navi inglesi.
Fu residenza estiva dei re portoghesi. È composta da tre parti: São Pedro, centro del commercio, Estefania con la stazione ferroviaria e un grande parco pubblico, Vila Velha con il grande palazzo reale.

## Monumenti e luoghi d'interesse

### Architetture civili
- Il Palácio da Pena in origine era un monastero, abbandonato nel 1775 a causa degli ingenti danni subiti a causa del terremoto. Fu ricostruito nel 1840-50 su progetto dell'architetto Ludwig von Eschwege per il principe consorte Ferdinando di Coburgo Gotha, come regalo da parte della consorte Maria II del Portogallo, regina del Portogallo dal 1826 al 1828. Mescola tanti stili: arabo, gotico, manuelino, rinascimentale, barocco. Il grande parco all'inglese intorno al castello è ricchissimo ed è stato celebrato dal musicista Richard Strauss; fa parte del parco anche la Cruz Alta, che con i suoi 529 metri di altitudine è il punto più alto della Sierra di Sintra. Ciò che colpisce maggiormente è il colore che varia da un giallo acceso al rosso aranciato per finire con l'azzurro degli azulejos.
- Il Castelo dos Mouros sopra la Vila Velha si staglia alto sulla città fra le rocce e le querce della Sierra. Fu costruito nel VII secolo dagli Arabi come dice il nome, ma fu poi più volte rimaneggiato. Passando per il Castelo dos Mouros, si giunge al Palácio Nacional de Sintra, che era la residenza estiva dei regnanti portoghesi.
- Il Palácio Nacional de Sintra è un complesso di varie costruzioni, con due enormi camini di forma conica, eretto in forme gotico-moresche nel XIV secolo da Giovanni I del Portogallo.
- La Quinta da Regaleira, vasta tenuta con palazzo, giardini, fontane e grotte dell'inizio del XX secolo, di chiaro intento simbolico.
- Il palazzo di Monserrate (Palácio de Monserrate), in stile moresco, realizzato nella forma attuale a partire dal 1856 per volere di Sir Francis Cook e circondato da giardini creati nel XVIII secolo.[14]

Anche i dintorni di Sintra offrono interessanti palazzi e giardini: appena fuori città c'è il Palácio de Seteais del XVIII secolo, oggi albergo di lusso, e la Quinta de Penha Verde della prima metà del secolo XVI con un parco. A 4 km si trova la Quinta de Monserrate in stile arabeggiante del XVIII secolo, con un vasto parco pieno di piante di tutti i continenti, cascate, fontane e un bosco di felci arborescenti. Una lapide commemorativa segna la casa (non visitabile) in cui visse Hans Christian Andersen.

### Aree naturali
A 9 km c'è la località di Colares, nota per i suoi vini rossi profumati e per la spiaggia di Azenhas do Mar; a 18 km si trova il Cabo da Roca, punto estremo occidentale d'Europa continentale, chiamato dai Romani Promontorium magnum.

## Società

### Evoluzione demografica
| Popolazione di Sintra (1801 – 2011) | Popolazione di Sintra (1801 – 2011) | Popolazione di Sintra (1801 – 2011) | Popolazione di Sintra (1801 – 2011) | Popolazione di Sintra (1801 – 2011) | Popolazione di Sintra (1801 – 2011) | Popolazione di Sintra (1801 – 2011) | Popolazione di Sintra (1801 – 2011) | Popolazione di Sintra (1801 – 2011) |
| ----------------------------------- | ----------------------------------- | ----------------------------------- | ----------------------------------- | ----------------------------------- | ----------------------------------- | ----------------------------------- | ----------------------------------- | ----------------------------------- |
| 1801                                | 1849                                | 1900                                | 1930                                | 1960                                | 1981                                | 1991                                | 2001                                | 2011                                |
| 12 486                              | 17 129                              | 26 074                              | 37 986                              | 79 964                              | 226 428                             | 260 951                             | 363 749                             | 377 837                             |

## Geografia antropica

### Freguesias
Il concelho di Sintra era suddiviso in venti freguesias prima della riforma amministrativa del 2013:
- Agualva
- Algueirão-Mem Martins
- Almargem do Bispo
- Belas
- Cacém
- Casal de Cambra
- Colares
- Massamá
- Mira-Sintra
- Monte Abraão
- Montelavar
- Pêro Pinheiro
- Queluz
- Rio de Mouro
- Santa Maria e São Miguel
- São João das Lampas
- São Marcos
- São Martinho
- São Pedro de Penaferrim
- Terrugem

La riorganizzazione del 2013 ne ha ridotto il numero a undici:
- Agualva e Mira-Sintra
- Algueirão-Mem Martins
- Almargem do Bispo, Pero Pinheiro e Montelavar
- Cacém e São Marcos
- Casal de Cambra
- Colares
- Massamá e Monte Abraão
- Queluz e Belas
- Rio de Mouro
- Santa Maria e São Miguel, São Martinho e São Pedro de Penaferrim
- São João das Lampas e Terrugem

## Infrastrutture e trasporti

### Ferrovie
Sintra è collegata alla capitale per mezzo della ferrovia di Sintra e a Figueira da Foz per mezzo della ferrovia dell'Ovest.

## Amministrazione

### Gemellaggi
Sintra è gemellata con le seguenti città:
- Assilah, dal 2006
- El Jadida
- Omura
- Trindade
- Bissau
- Lobito
- L'Avana
- Vila Nova Sintra
- Petrópolis
- Namaacha
- Honolulu

## Galleria d'immagini

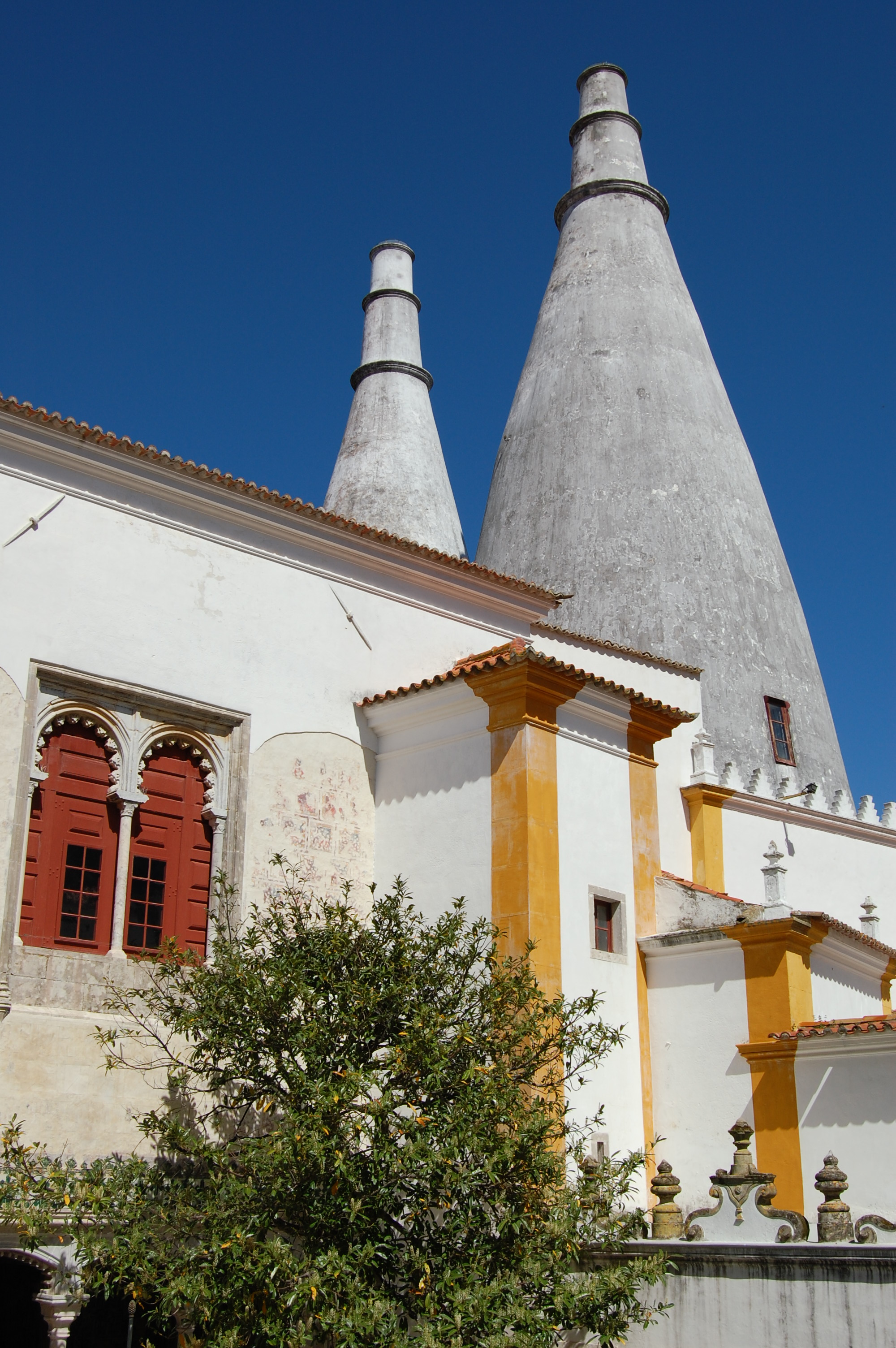
I camini del Palazzo nazionale.
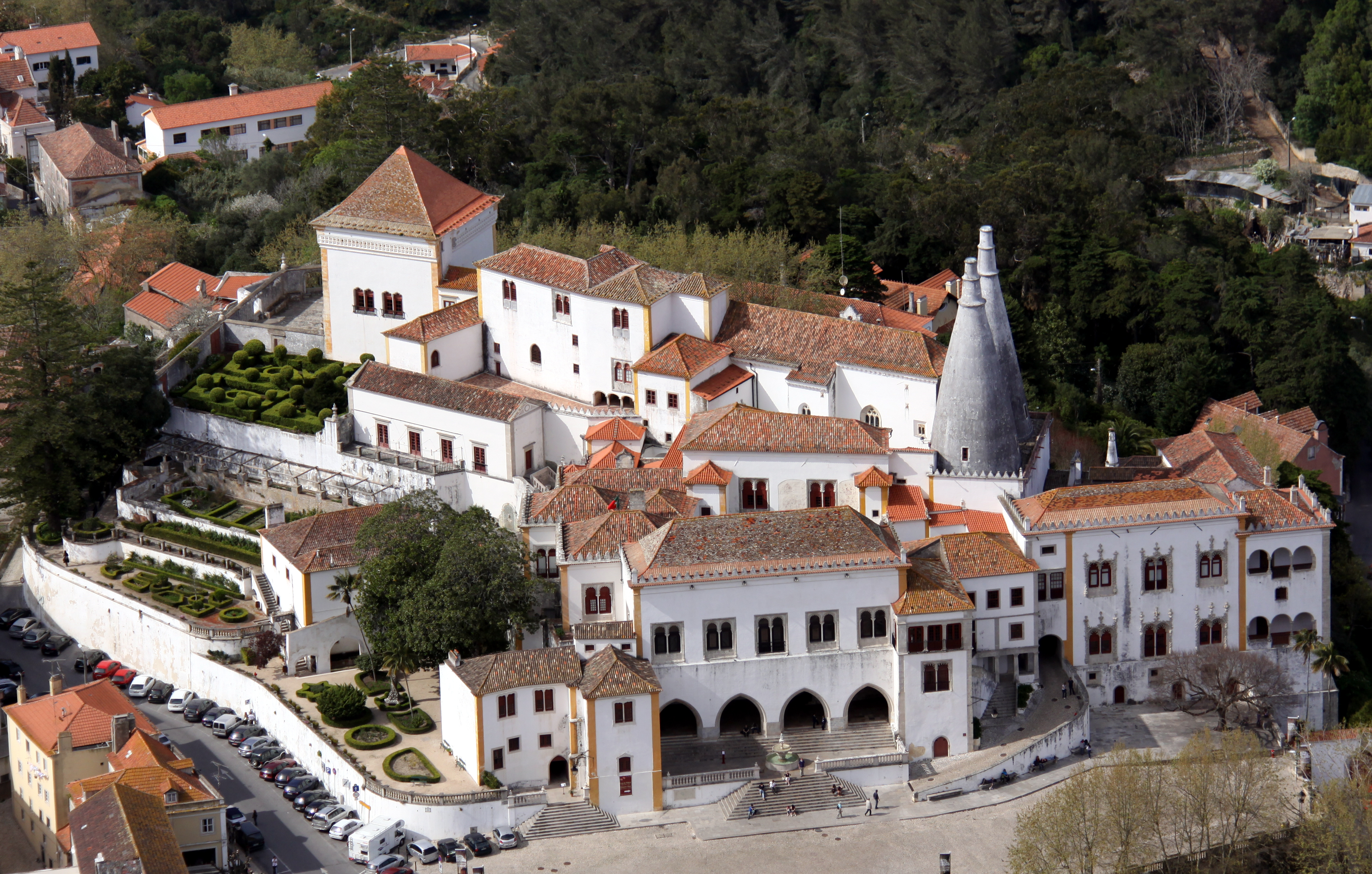
Il Palazzo nazionale.
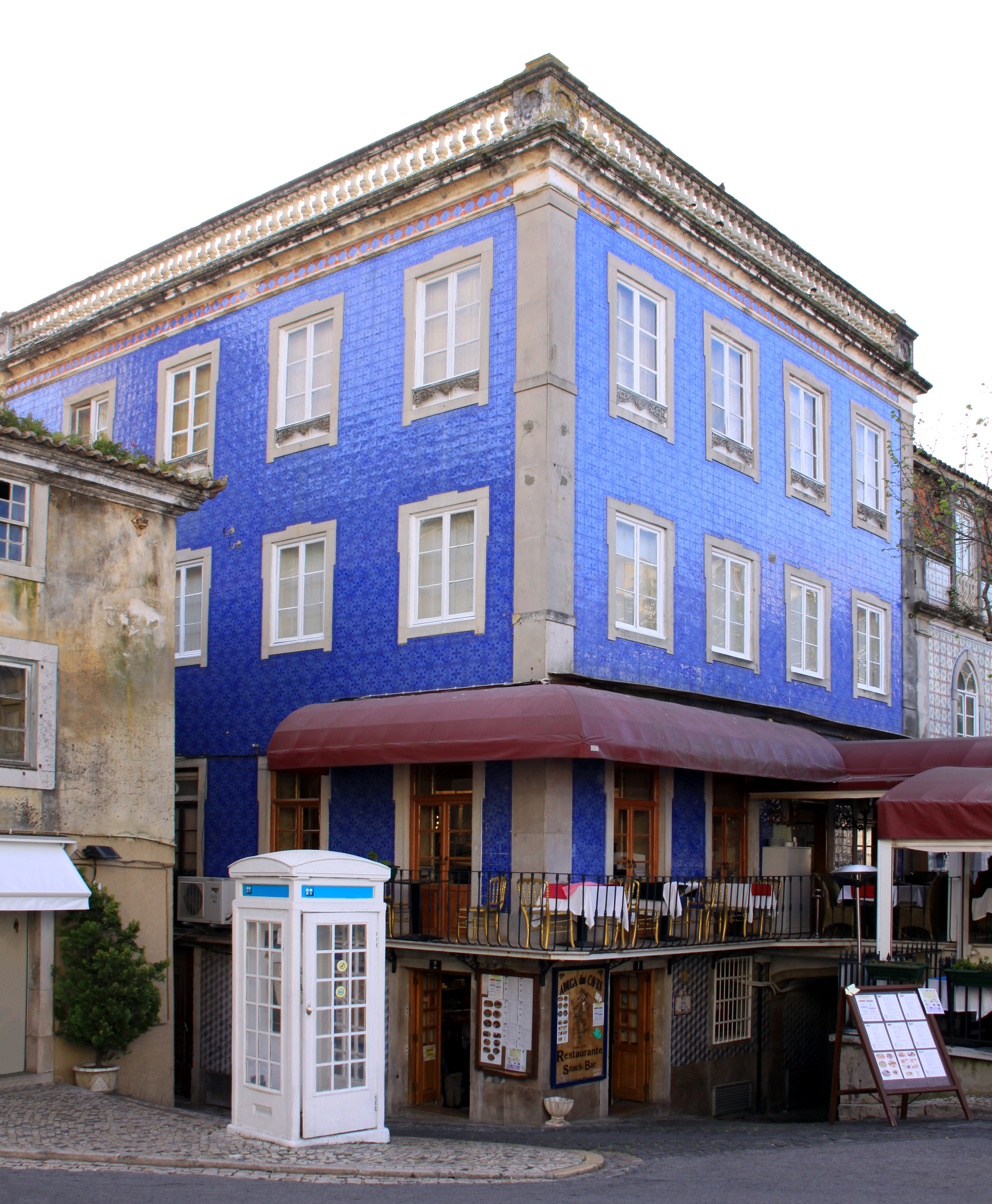
Il ristorante Adega das Caves con i tipici azulejos blu.
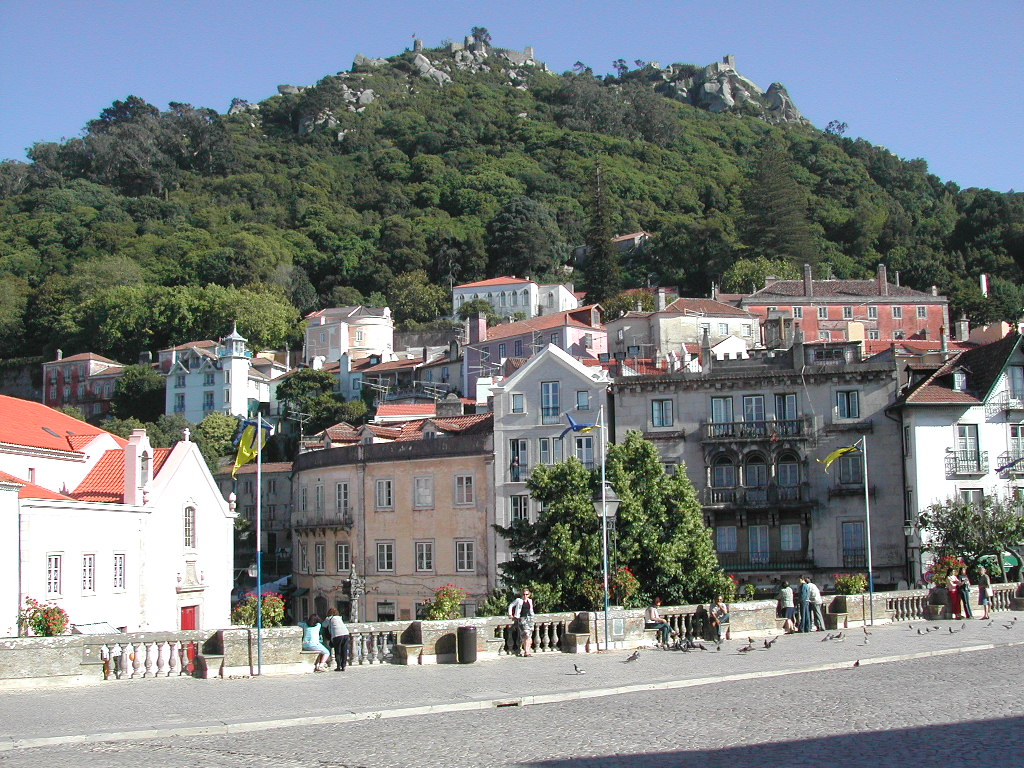
Panorama con il Castelo dos Mouros.
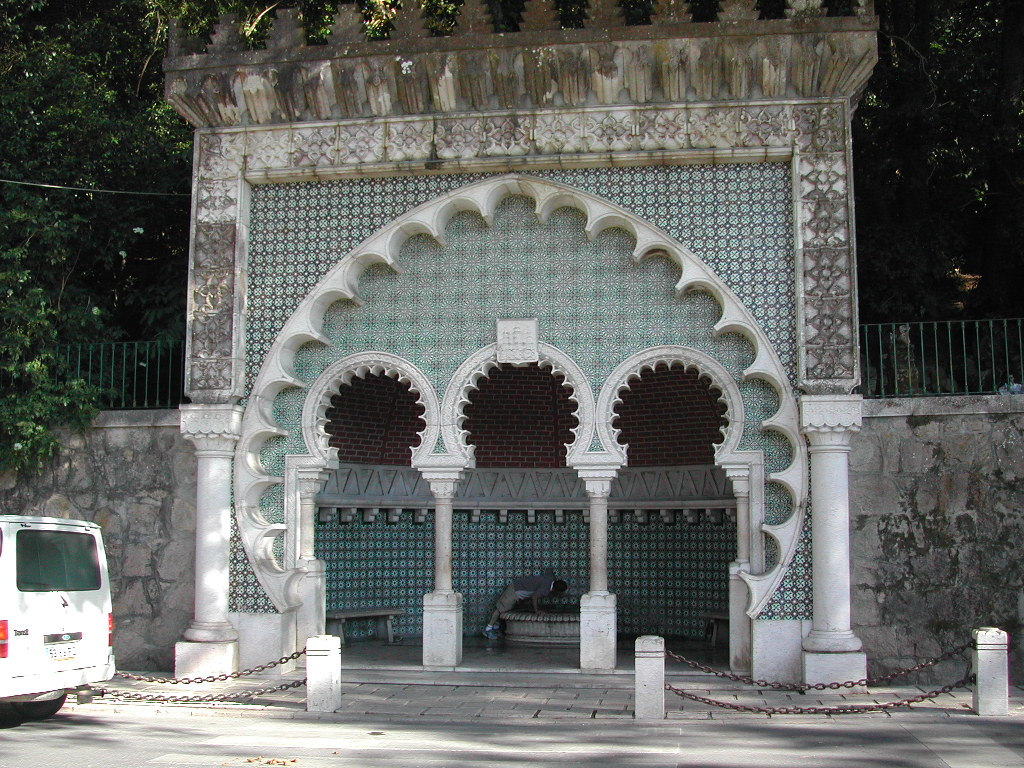
La Fonte Mouriscas.
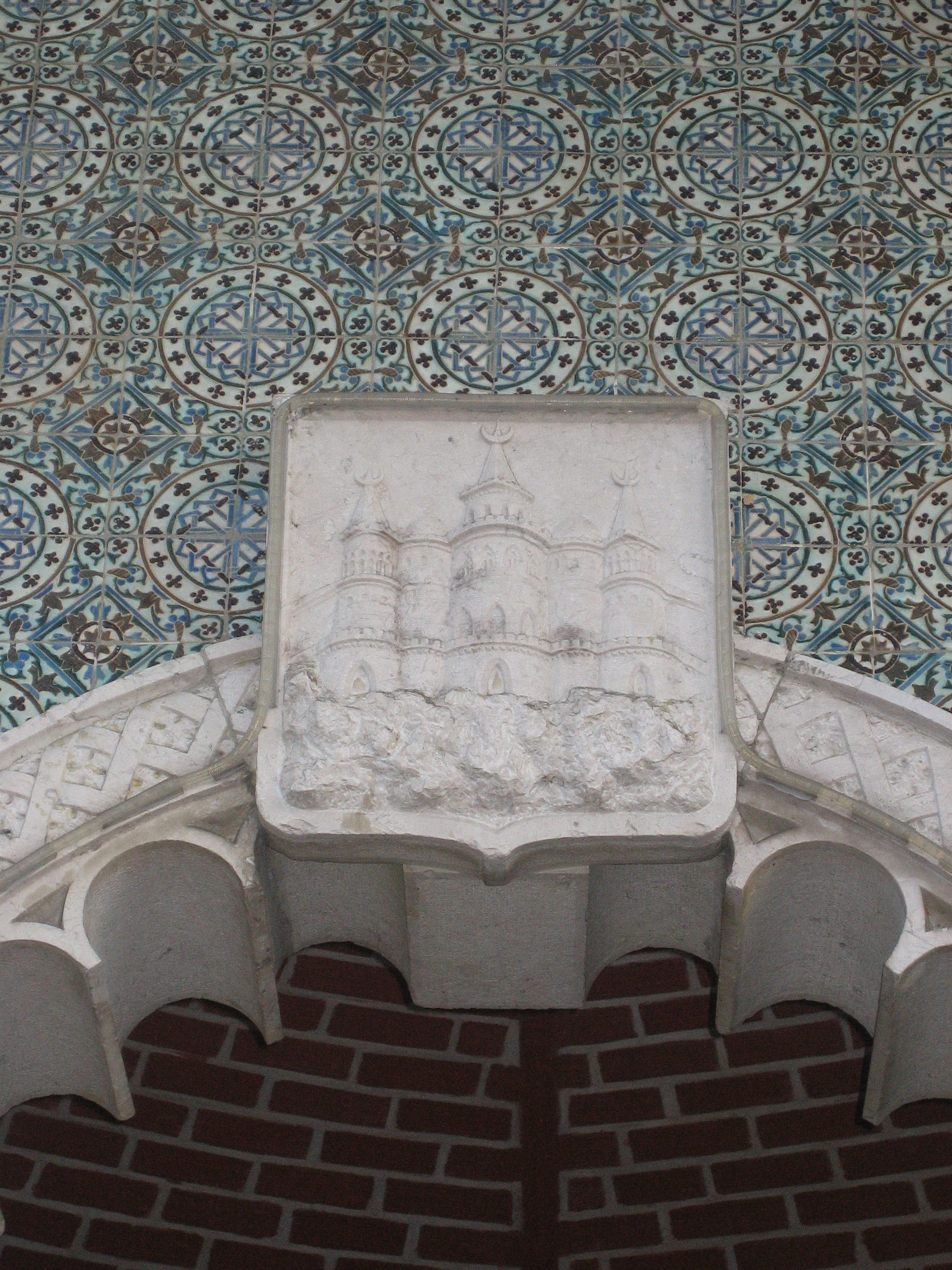
Particolare della Fonte Mouriscas
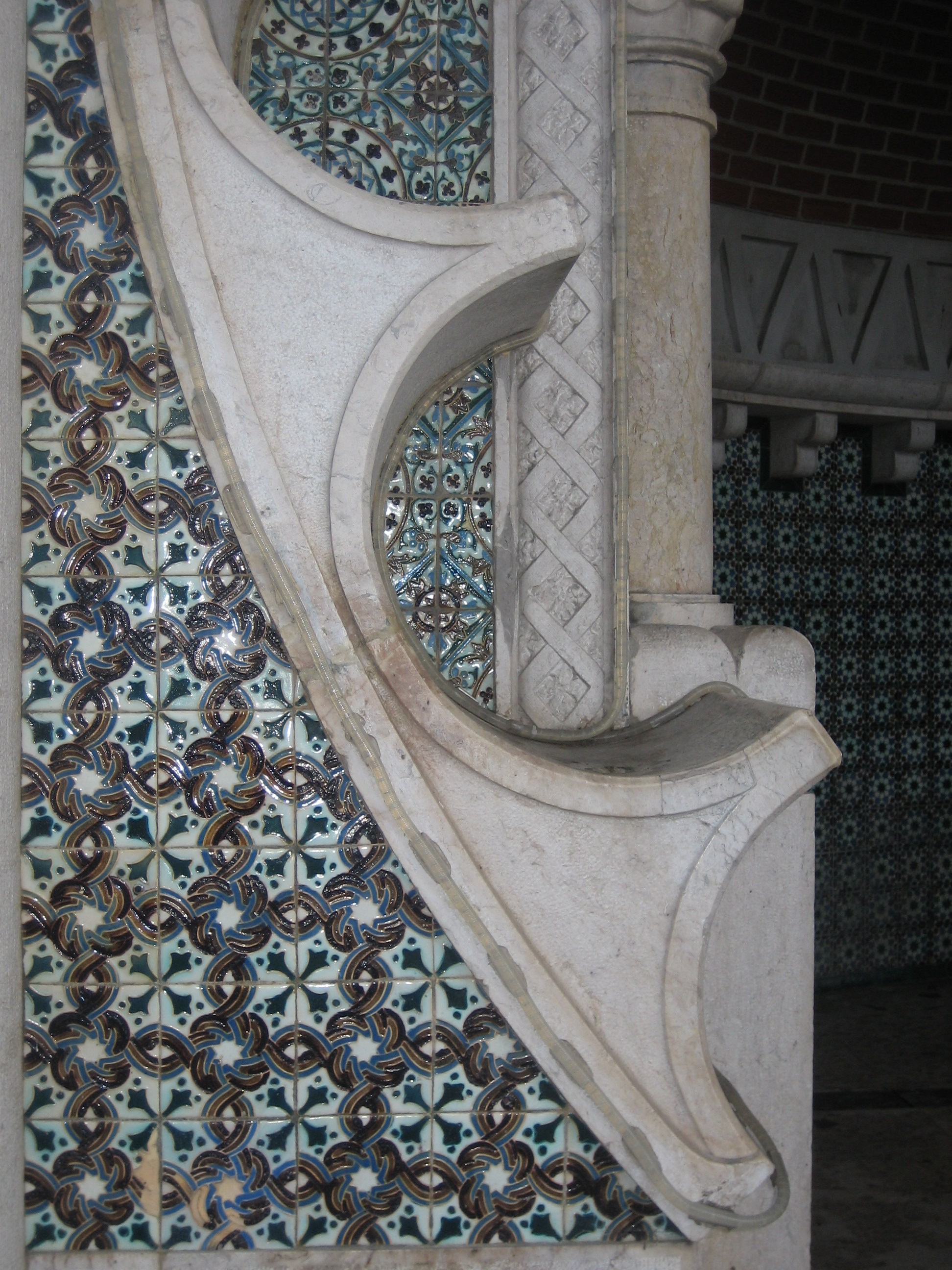
Particolare della Fonte Mouriscas
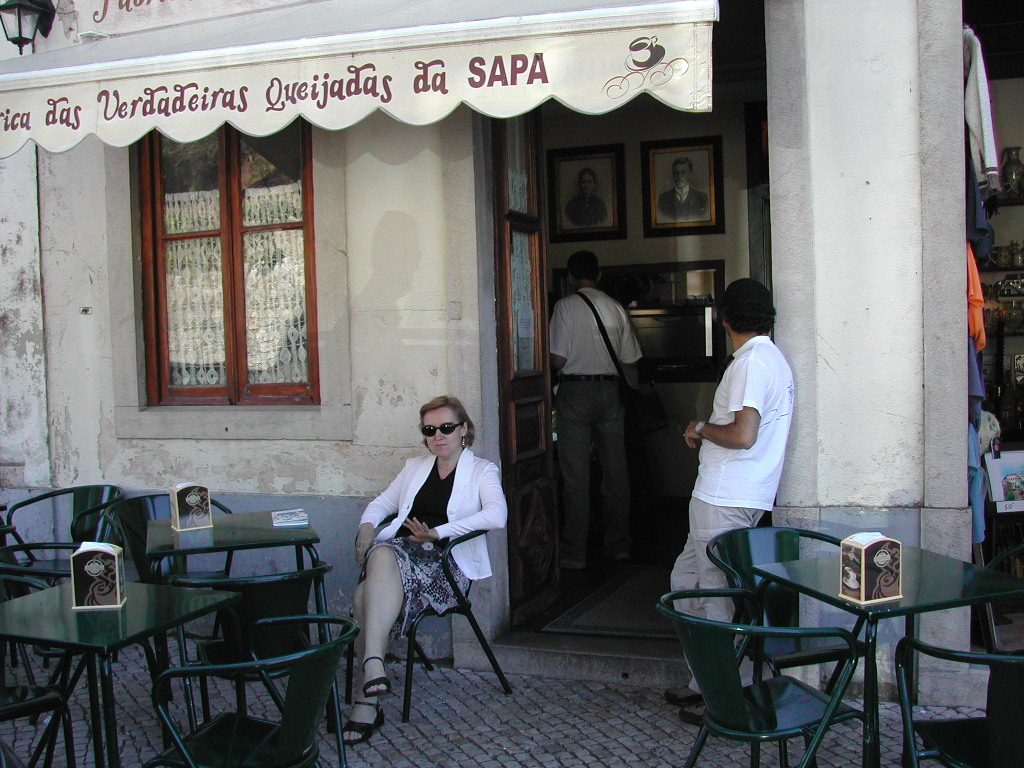
Casa de Sapa.
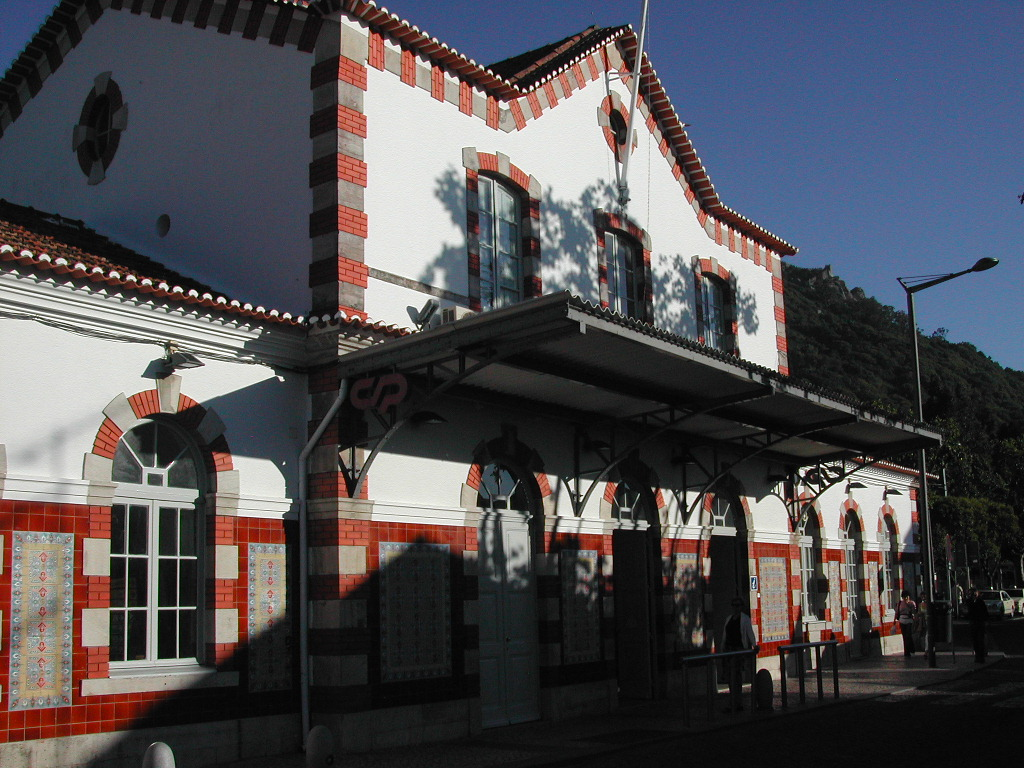
Stazione ferroviaria di Sintra.
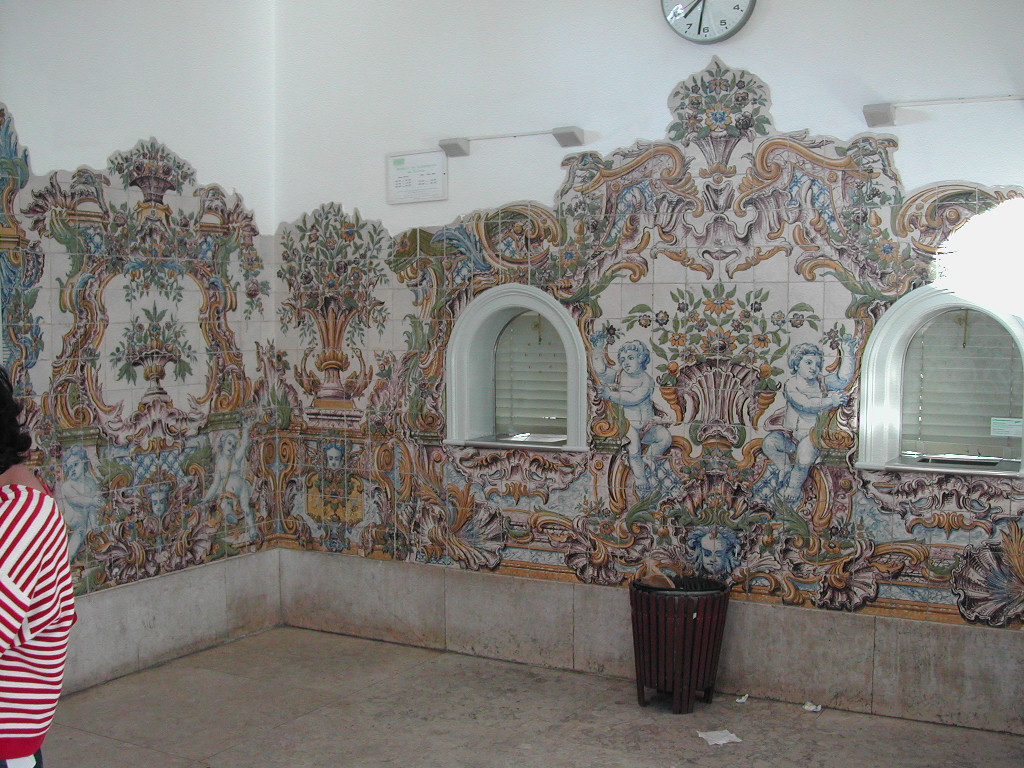
Interno stazione ferroviaria.
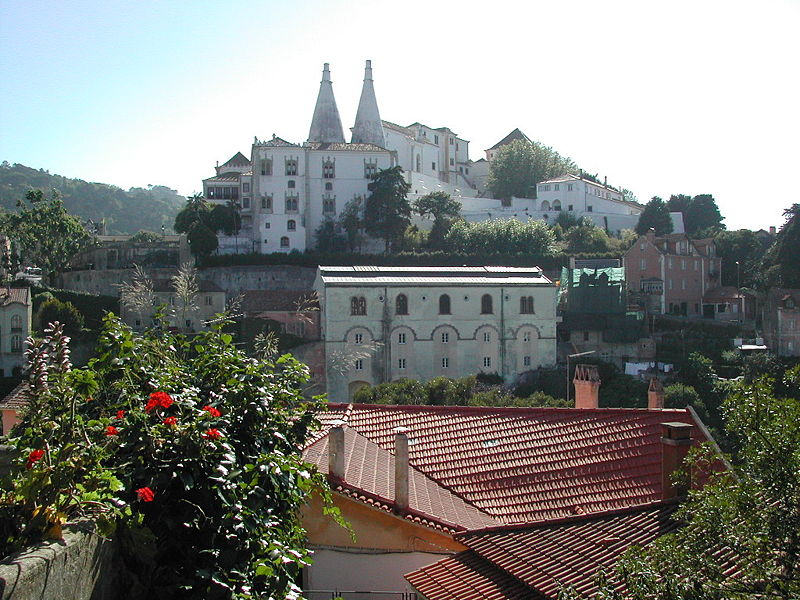
Sintra: i camini.
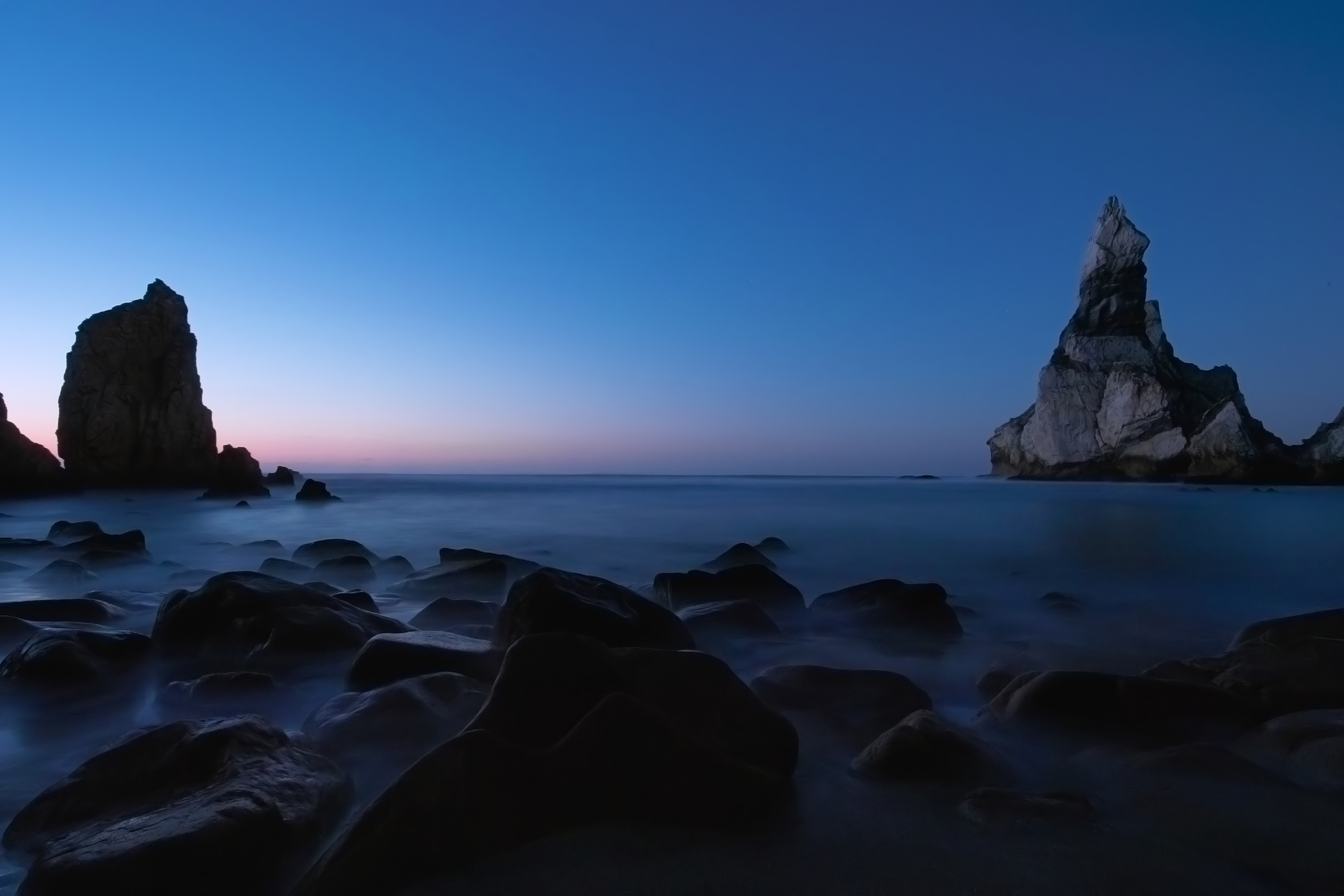
Tramonto a Cabo da Roca.
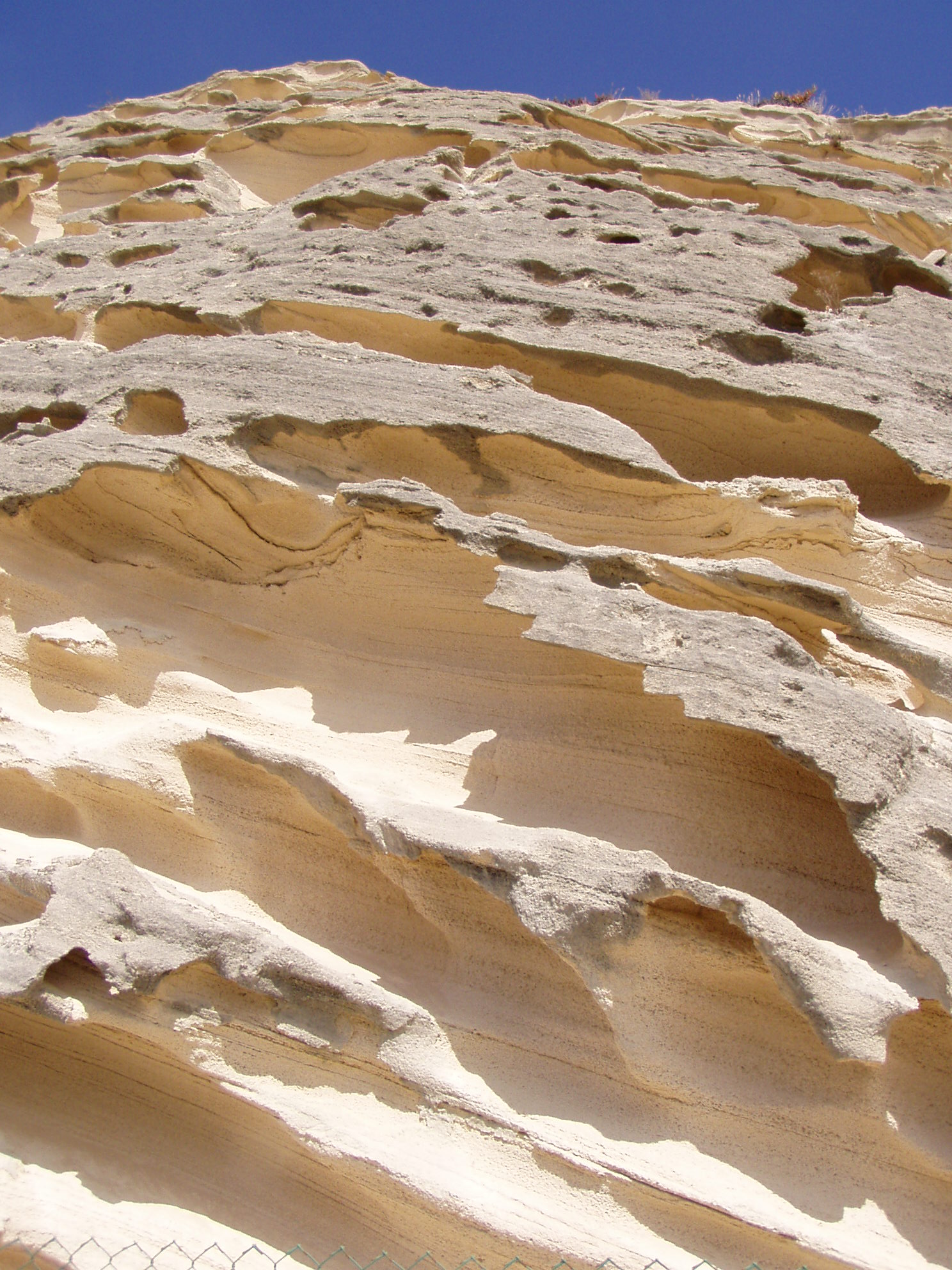
Duna fossile alla spiaggia di Magoito.
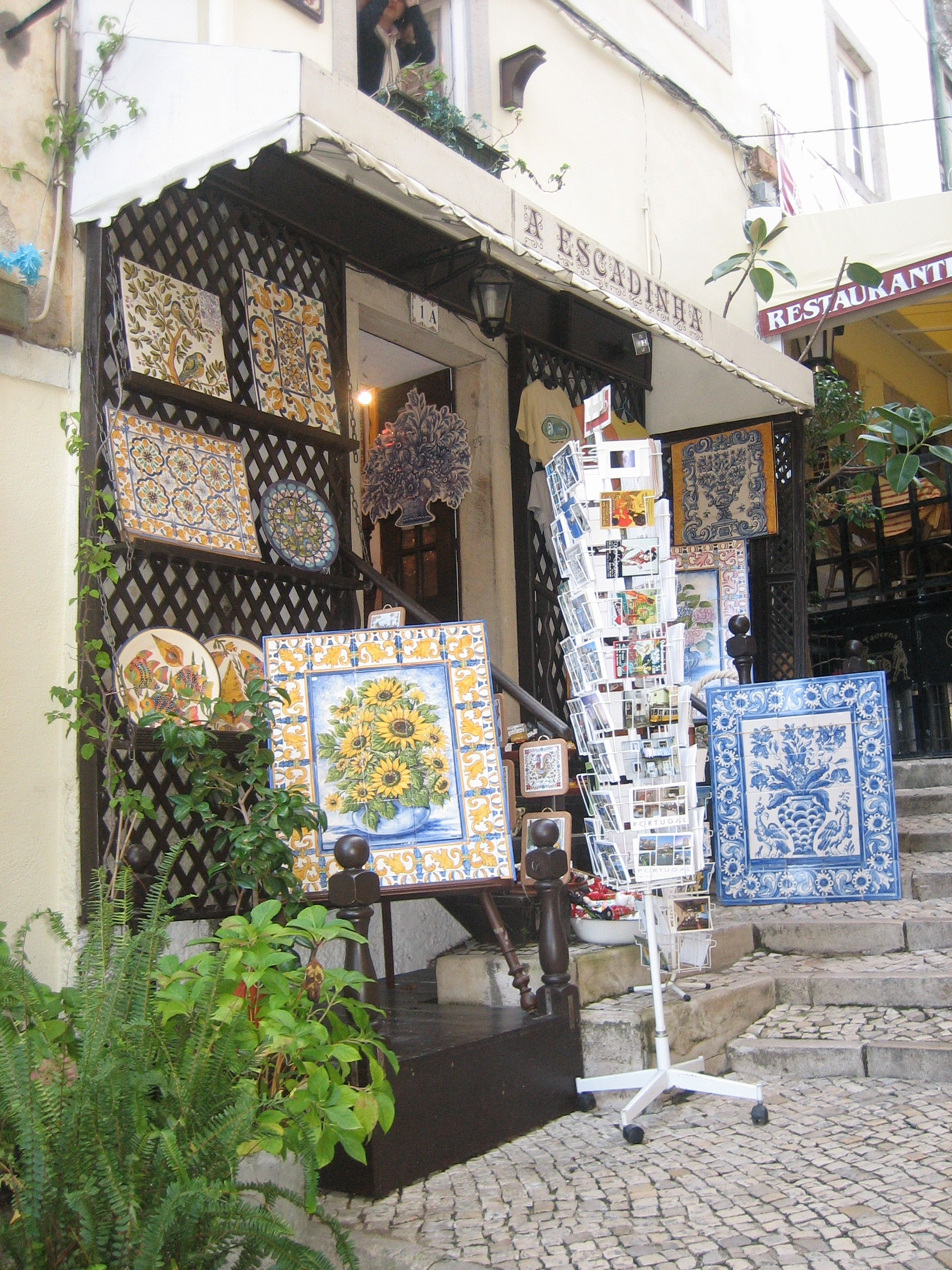
A Escadinha
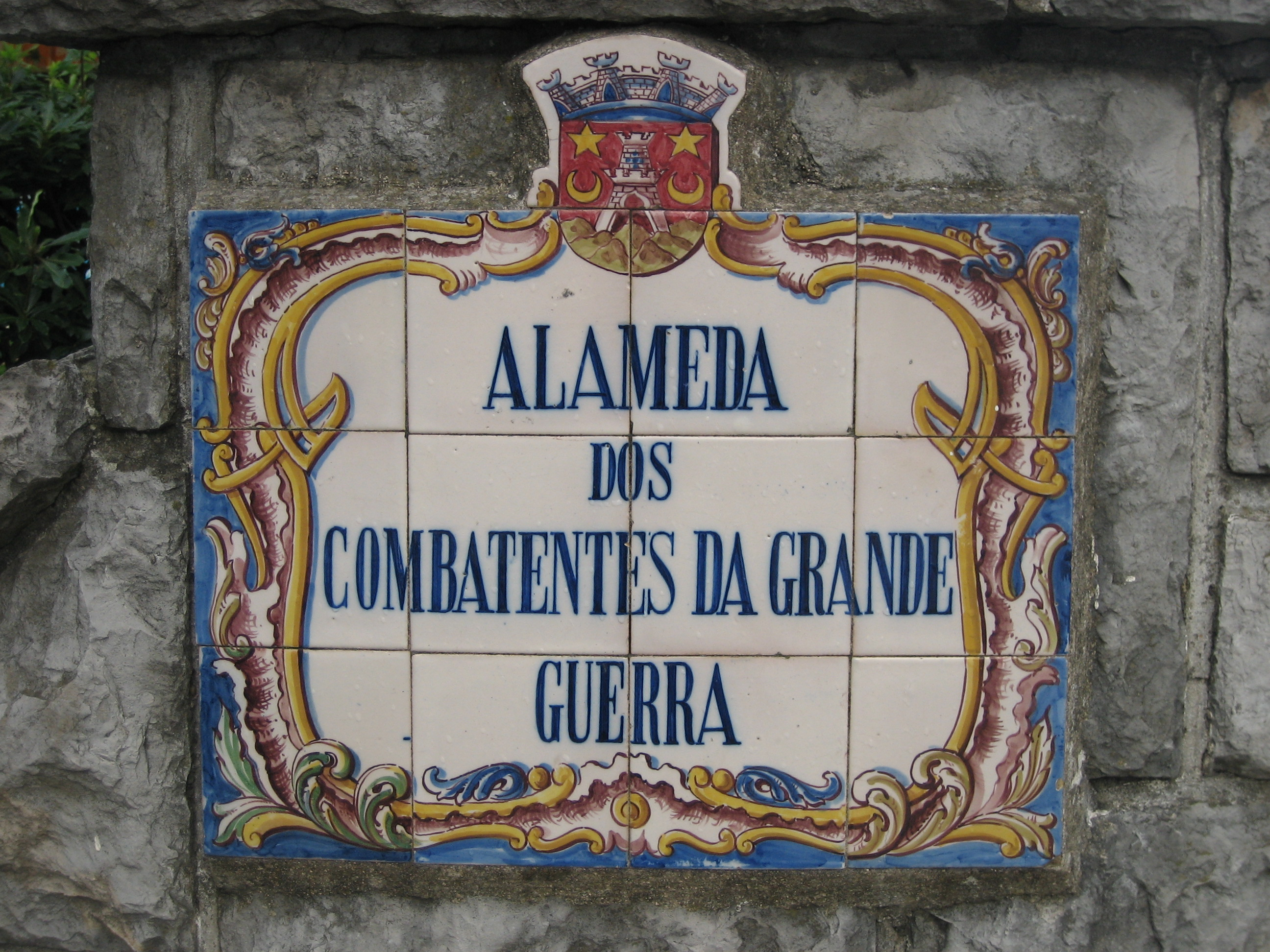
Alameda dos Combatentes da Grande Guerra
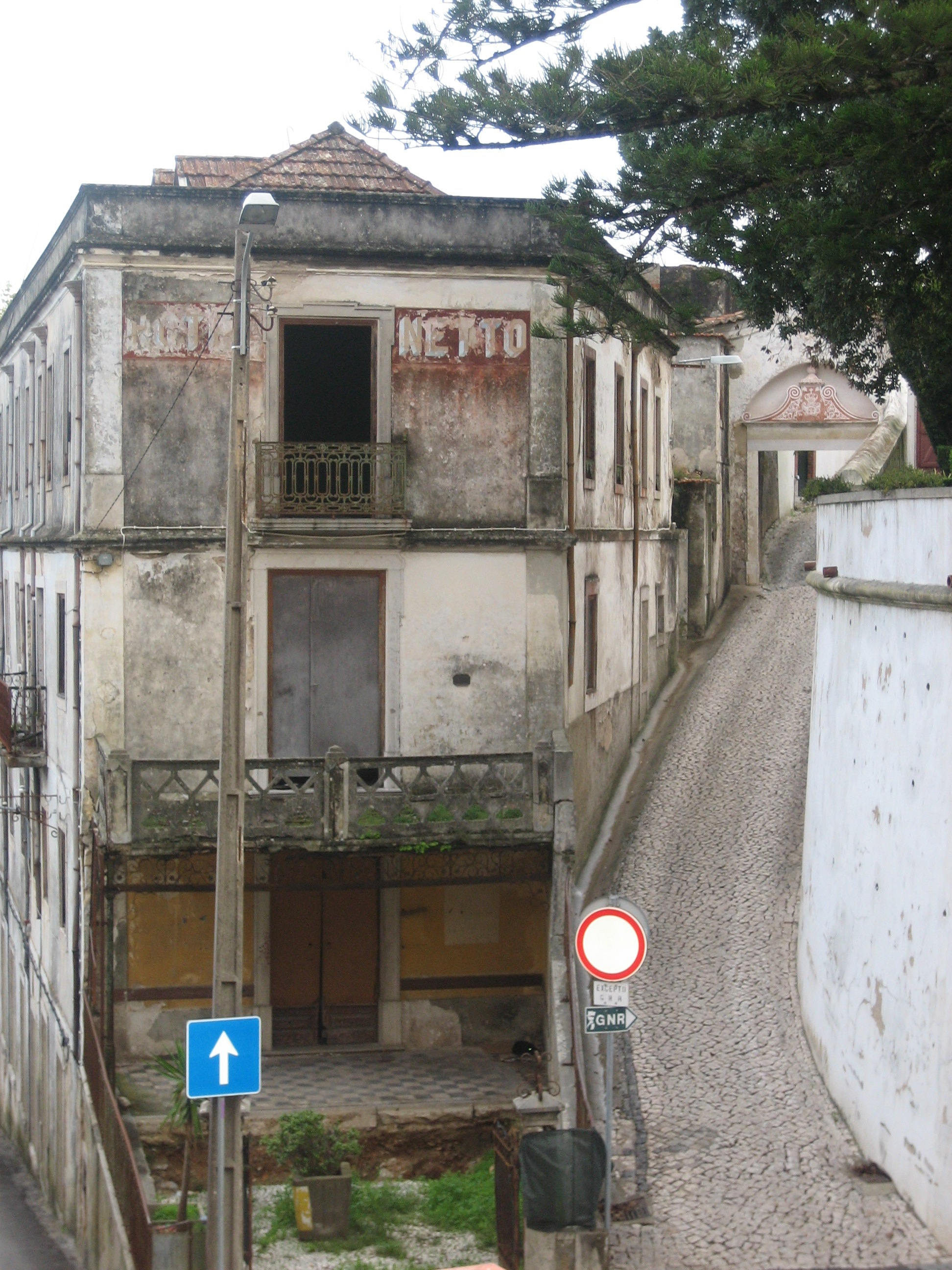
L'Hotel Netto, o ciò che ne rimane
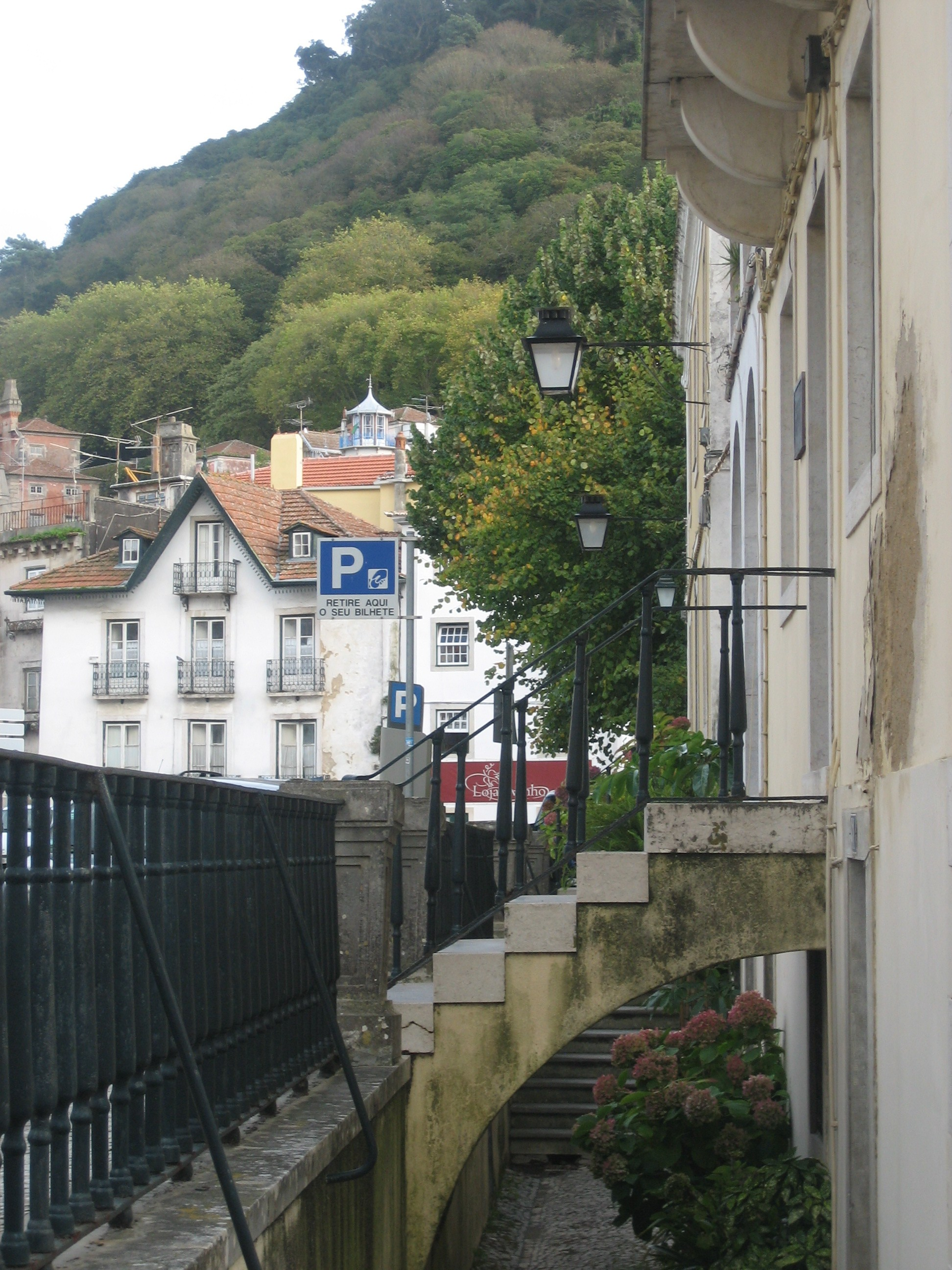
Accanto al Tivoli